# Laza
Laza és un municipi de la província d'Ourense a Galícia. Pertany a la Comarca de Verín.
| 4.405 | 4.262 | 4.573 | 3.034 | 1.800 |
| Fonts: INE i IGE (Els criteris de registre censal variaren i les dades de l'INE i de l'IGE poden no coincidir.) |       |       |       |       |

## Parròquies
- A Alberguería (Santa María)
- Camba (San Salvador)
- Carraxo (San Bieito)
- O Castro de Laza (San Pedro)
- Cerdedelo (Santa María)
- Laza (San Xoán)
- Matamá (Santa María)
- Retorta (Santa María)
- Toro (San Lourenzo)
- Trez (Santiago)